# 惠靜翁主
惠靜翁主（韓語：혜정 옹주，1514年—1580年），姓李，名石環。朝鮮中宗李懌的庶二女，生母為敬嬪朴氏。

## 生平
中宗九年（1514年）十月初十日卯時誕生，中宗二十年〔1525年〕下嫁洪叙疇之子洪礪。
中宗二十八年（1533年），母親敬嬪、兄福城君相繼被賜藥自盡，夫婿洪礪死於杖下，惠靜翁主與其姊惠順翁主則被廢為庶人，後復爵。
宣祖十三年（1580年）四月病逝，享年六十七歲。

## 家庭
- 夫：唐城尉洪礪
  - 女：名「玉環」[1]
  - 女婿：尹琥，尹任之孫。[7]
    - 外孫：尹廷彦

## 附註
1. 1 2  《璿源錄》
2. ↑  《惠靜翁主墓誌銘》惠靜翁主。我中宗恭僖大王之女也。母敬嬪朴氏副護軍秀林之女。生于正德甲戌十月己亥。……
3. ↑  「翁主石環阿只氏胎藏誌」皇明正德九年十月初十日卯時生
4. ↑  .   [2013-08-20]. （原始内容存档于2014-03-04）.
5. ↑  .   [2013-08-20]. （原始内容存档于2014-03-04）.
6. ↑  《惠靜翁主墓誌銘》……萬曆庚辰四月庚寅。遘疾終。享年六十有七。訃聞。九重傷悼。賻賜優厚。喪葬事。皆官庀之。卜得五月乙酉。葬于楊州治西道峯山下鬱陶里寅坐申向之原唐城公墓下。……
7. ↑  《明宗大王實錄》2卷,明宗卽位年(1545/乙巳/明嘉靖24年)11月26日(乙酉)2번째기사